# 박은정 (KBS)
박은정(朴恩貞))은 대한민국 KBS대구방송총국의 아나운서이다.대

## 학력
- 경북대학교

## 경력
- 1998년 ~ : KBS대구방송총국 25기 공채 아나운서

## 진행 프로그램
- KBS 뉴스 9 대구경북권
- KBS 뉴스광장 대구경북권
- 아침마당 대구 (진행중)
- 생방송 금시초문